# Mayumi Tanaka
Mayumi Tanaka (田中 真弓, Tanaka Mayumi?) (15 de gener de 1955 -) és una Seiyū de Tokyo que acostuma a estar afiliada amb Aoni Production. El seu nom de naixement és Mayumi Abe (阿部 真弓, Abe Mayumi).

## Doblatges en sèries de Televisió
- Bonobono (Shō Nee-chan)
- Bye-Bye Liberty Crisis (Michael)
- Chou Mashin Eiyuuden Wataru (Ikusabe Wataru, Homurabe Wataru)
- Chūka Ichiban (Mao)
- Cooking Papa (Osama)
- Dragon Ball (anime) (Kuririn, Yajirobe)
- Dragon Ball GT (Kuririn, Shusugoro)
- Dragon Ball Z (Kuririn, Yajirobe, Uranai Baba (2nd season))
- Gaiking Legend of Daiku-Maryu (Tsuwabuki Daiya)
- Kekkaishi (Tokiko Yukimura, younger Shishio)
- Kimba the White Lion (Keruru)
- Kindaichi Case Files (March)
- Mashin Eiyuuden Wataru (Ikusabe Wataru)
- Mashin Eiyuuden Wataru 2 (Ikusabe Wataru)
- One Piece (Monkey D. Luffy)
- Osomatsu-kun (1988 series) (Chibita)
- Pāman (Ichiro)
- Pokémon (Jynx)
- The Pursuit of Harimao's Treasure (Neo Nachirida)
- Rurouni Kenshin (Tsukayama Yūtarō)
- Sailor Moon SuperS (Robert)
- Sakura Taisen (Kirishima Kanna)
- Urusei Yatsura (Ryuunosuke Fujinami)
- Yakitate!! Japan (Umino Kashiwo, Motohashi Yuuko)
- YuYu Hakusho (Koenma)